# Jason Genao
Jason Genao (Estados Unidos, 3 de julho de 1996) é um ator americano. Ele é conhecido por sua aparição como o personagem Ruby Martinez na série da Netflix On My Block.

## Biografia
Genao vem de uma família dominicano-americana em Jersey City, Nova Jersey. Ele se formou na William L. Dickinson High School.

## Filmografia

### Cinema
| Título | Ano  | Personagem |
| ------ | ---- | ---------- |
| Logan  | 2017 | Rictor     |

### Televisão
| Título          | Ano  | Personagem    |
| --------------- | ---- | ------------- |
| The Get Down    | 2016 | Napoleon      |
| On My Block     | 2018 | Ruby Martinez |
| God Friended Me | 2018 | Isaac         |